# Aduranaíde
Aduranaíde (em grego: Αδουραναιδ(η), Adouranaidē; em persa médio e parta: 𐭠𐭲𐭲𐭲𐭲 𐭦𐭩 𐭲𐭲𐭲𐭲𐭩𐭲, Ādur-Anāh[īd]) foi uma nobre iraniana de alta patente do século III da família real sassânida, que ostentava o título de rainha das rainhas (banbishnan banbishn). Filha do segundo xainxá sassânida Sapor I (r. 240–270).

## Nome
O nome de Aduranaíde é provavelmente uma combinação de adur e o nome da deusa iraniana Anaíta. Adur/Adar (𐭠𐭲𐭥𐭥𐭩, ādur/ādar) é a palavra em persa médio e parta para "fogo", derivada do avéstico Atar (𐬁𐬙𐬀𐬭, ātar). Foi um termo utilizado para indicar templos zoroastristas dedicados ao fogo sagrado, bem como é o nome do nono mês do calendário zoroastrista e o nono dia do mês. Originalmente, foi pensado que o nome Aduranaíde significava "Fogo de Anaíta", mas agora é aceito que significa "Fogo e Anaíta". Ursula Weber propôs que Aduranaíde recebeu tal nome em referência ao templo de fogo de Estacar, onde Sasano, ancestral epônimo da dinastia sassânida, serviu como sacerdote.

## Vida

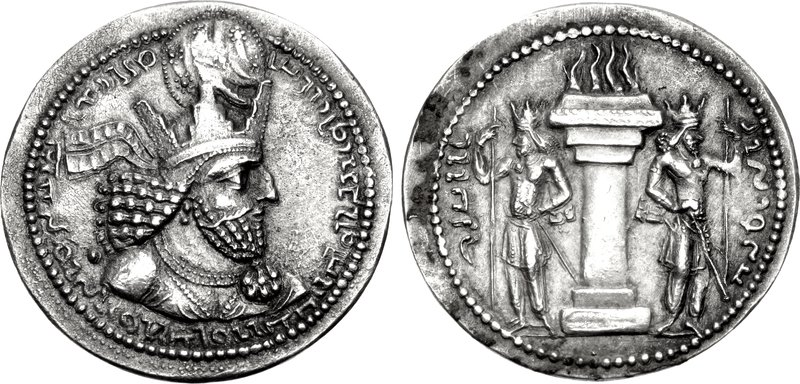
Dracma de cunhado ca. 240-244

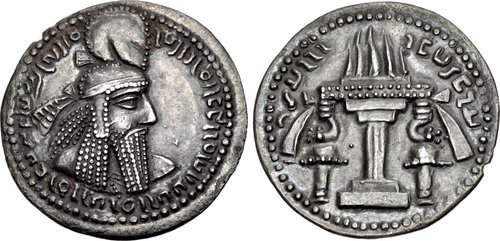
Dracma de cunhado ca. 233/4-238/9

Aduranaíde era filha do segundo xainxá do Império Sassânida, Sapor I (r. 240–270). Ela é mencionada duas vezes na inscrição Feitos do Divino Sapor na parede do Cubo de Zaratustra em Naqsh-e Rostam, perto de Persépolis no sul do Irã, que Sapor havia criado em c. 262. No primeiro parágrafo, Sapor afirma ter ordenado o estabelecimento de fogos para Aduranaíde e três de seus filhos, Hormisda, Sapor e Narses.[a] O fogo estabelecido para Aduranaíde foi chamado de Cusrau-Adur-Anaíde. No segundo parágrafo, Sapor I afirma ter recompensado Aduranaíde, junto com príncipes e outros membros de alto escalão da corte, ordenando sacrifícios em seus nomes. Aduranaíde é mencionada com o título de rainha de rainhas (*bānbišnān bānbišn) na inscrição.
Cornanzém, uma nobre que pode ter sido esposa de seu avô Artaxer I (r. 224–242) ou de seu pai Sapor, ostentou o título de "rainha imperial" (šahr bāmbišn). É indeterminado a partir da fonte se o título de Cornanzém era equivalente ou maior do que o de Aduranaíde, o que ainda suscita debate. Propôs-se que Cornanzém, caso fosse esposa de Artaxer, recebeu seu título para fazer jus ao império que seu marido estava construindo com suas guerras. Dentre aqueles que defendem que era esposa de Sapor, pensou-se que era mãe do príncipe-herdeiro Hormisda e que recebeu do marido o título por sua posição como progenitora do herdeiro. Ursula Weber argumentou que a resposta à dúvida está na disposição dos nomes na inscrição. O trecho referência inicia mencionando Sapor, Aduranaíde e três de seus filhos, segue com uma listagem dos ancestrais dinásticos (Sasano, Pabeco, Sapor, Artaxer e Cornanzém) e finaliza com a menção da rainha Denaces, a descendência de Sapor e as esposas de Narses. O título de rainha de rainha deve ser presumido como superior ao de rainha imperial, pois faz paralelo com o título ocupado pelo governante (xainxá; lit. "rei de reis").
O iranólogo alemão Walther Hinz sugeriu que Aduranaíde era a esposa de seu pai Sapor I, demonstrando a prática no zoroastrismo de cuedodá, ou casamento entre parentes próximos. No entanto, isso é contestado por outros estudiosos, que deduziram que o título dos membros da família real ilustrava sua posição social em vez de posição familiar. O título de "Rainha" era exercido por todas as mulheres da família real sassânida, incluindo as filhas e irmãs do rei e as esposas dos príncipes. O título de Aduranaíde, portanto, demonstrava sua posição como a mulher de mais alta patente na corte. Não há nenhuma sugestão de que praticasse cuedodá com seu pai. De acordo com a historiadora moderna Maria Brosius, "a análise das evidências escritas do período sassânida não permite a conclusão de que os reis sassânidas favoreciam casamentos incestuosos."